# Влајко Лалић
Влајко И. Лалић (Загреб, 29. новембар 1959 — Венеција, 19. август 1989) био је југословенски и српски музичар, џез пијаниста и композитор.
Рођен 1959. године у Загребу, погинуо 1989. године у бродолому у приобалним водама Венеције. Његов отац је Иван В. Лалић, српски неосимболистички песник и члан Српске академије наука и уметности а мајка Бранка Лалић рођена Кашнар, професорка музике и кћи новосадског и загребачког лекара, угледног физиолога Стјепана Кашнара.

## Младост
Влајко је понео име свога деде Влајка Лалића рођеног у Стоцу (1896), који је био члан Младе Босне и који је, након завршеног Правног факултета у Београду, радио као новинар. Деда Влајка И. Лалића, Влајко Лалић оженио је Љубицу Бајић, кћер познатог српског композитора Исидора Бајића, па му је Исидор Бајић прадеда.
Влајко И. Лалић прелази из Загреба у Београд са три године након што његов отац, који је до тада радио као књижевни уредник у Радио-Загребу, прелази у Београд на положају секретара Савеза књижевника Југославије. Влајко Лалић у Београду завршава основну школу, потом гимназију и средњу музичку школу Јосип Славенски у класи професорке Снежане Муратовске. Такође учи и трубу у класи професора А. Штрнада. У истој школи и генерацији биће и Маргита Стефановић и Иво Погорелић.
На музичку сцену Југославије и Србије ступа средином седамдесетих година 20. века као џез композитор и пијаниста. Сопствени џез састав оснива године 1974. са којим спорадично наступа уживо у Београду, Новом Саду и Загребу. У Музичком кампу Грожњане две године узастопно, током седамдесетих, сарађује и са југословенским и хрватским вибрафонистом Бошком Петровићем и његовим ансамблом B. P. Connection.

## Каријера
Године 1976, оснива квартет „Мирни људи” са којим наступа у Београду и на џез фестивалу у Љубљани 1977. године, док на новосадским „Данима џеза у Новом Саду” године 1979. наступа у трио формату. Године 1976, борави два месеца на студијском боравку у Вермонту а наредне 1977. у Шведској. Током године 1978. и 1979. наступа са Ђорђем Гавриловићем на контрабасу и Небојшом Брајовићем на удараљкама. Почетком осамдесетих Влајко Лалић престаје да јавно наступа и посвећује се педагошком раду, радећи најпре као стручни сарадник-асистент, а потом и као виши музички сарадник-доцент, на Факултету музичких уметности у Београду. И поред повлачења са јавне музичке сцене он наставља да ради на сопственим материјалима па непосредно пред погибију одлази у Амстердам где обнавља јавне наступе и припрема материјале за самосталну плочу.
У начину свирања Влајка Лалића приметан је утицај Кита Џарета чије је композиције повремено и јавно изводио. Лалић комбинује лиризам и отворену импровизацију, које примењује једнако на џез стандарде као и на сопствене композиције. Његови музички пројекти засновани су већински на трио формату и готово искључиво на акустичарском изразу.
Иза Влајка Лалића нису остали довршени ауторски студијски материјали, или барем још увек нису доступни у задовољавајућем тонском облику. Изузетак чини издање на два компакт диска приређено почетком деведесетих и финансирано од стране Сорош (Soros) фондације у Југославији, на основу снимака насталих у различитим периодима и форматима. Ово издање међутим, објављено у малом тиражу и одавно већ недоступно, пати од продукцијских и концепцијских недоследности.

## Снимци
На друштвеним мрежама и Јутјуб каналу могу се пронаћи снимци из различитих периода његове активности, нажалост тонски неуједначеног, махом оскудног квалитета. Упркос томе, доступни снимци сведоче о таленту и музичкој имагинативности Влајка Лалића којем, због трагичне смрти, није било суђено да до краја развије свој таленат. Ипак, ти снимци остају сведочанство не само о његовом неоспорном музичком потенцијалу већ и о југословенској и српској џез сцени током седамдесетих и осамдесетих година прошлог столећа.